# Rott am Inn
Rott am Inn é um município da Alemanha, situado no distrito de Rosenheim, no estado da Baviera. Tem 19,57 km² de área, e sua população em 2019 foi estimada em 4.098 habitantes.